# IC 4570
IC 4570 — галактика типу Sc (компактна спіральна галактика) у сузір'ї Північна Корона.
Цей об'єкт міститься в оригінальній редакції індексного каталогу.